# Навчання НАТО 2014

## Saber Strike 2014
9 червня у країнах Балтії почалися щорічні навчання Saber Strike. За даними латвійських ЗМІ це наймасштабніші навчання Saber Strike в історії. У навчаннях узяли участь 4700 військовослужбовців та 800 одиниць військової техніки. Крім того в Латвії одночасно з «Ударом шаблі» пройдуть організовані Ригою вчення взаємодії армій країн Балтії — Baltic Host 2014. З 6 по 21 червня в Балтійському морі також проводяться морські навчання Baltops 2014.
У навчаннях Saber Strike 2014 беруть участь військовослужбовці з Канади, Данії, Естонії, Фінляндії, Латвії, Литви, Норвегії, Великої Британії та США. У всіх трьох країнах Балтії навчання проходять на рівні бригад  [Архівовано 27 серпня 2014 у Wayback Machine.].

## «Швидкий тризуб»
1 квітня 2014 року Верховна Рада України ухвалила закон про допуск збройних сил інших держав на територію України у 2014 році для навчань  [Архівовано 4 вересня 2014 у Wayback Machine.].
В. о. міністра оборони України заявив, що основна тематика навчань спрямована на підготовку до участі в міжнародних операціях з підтримки миру і безпеки, гуманітарних та пошукових операціях на суходолі та на воді, а також захисту України  [Архівовано 4 вересня 2014 у Wayback Machine.].
16 — 26 вересня на західній Україні в Яворівському навчальному центрі — поблизу кордону з Польщею, відбудуться навчання Збройних сил України спільно з США та союзниками.
Спочатку проведення навчань планувалась на липень, але були відкладені через ситуацію на Донбасі. НАТО розглядає ці військові навчання як свідчення підтримки України з боку альянсу, без прямого військового втручання в конфлікт. Навчання будуть носити найменування «Швидкий тризуб». В навчанні візьмуть участь понад 1000 військовослужбовців  [Архівовано 5 вересня 2014 у Wayback Machine.].
У навчаннях візьмуть участь близько 200 американських військовослужбовців, 1100 військових з України, Азербайджану, Великої Британії, Канади, Німеччини, Грузії, Латвії, Литви, Молдови, Норвегії, Польщі, Румунії та Іспанії  [Архівовано 3 вересня 2014 у Wayback Machine.].
«Швидкий тризуб» стане першим розгортанням військових США та союзників в Україні після початку конфлікту на сході.

## «Сі-Бриз-2014»
5 вересня у Чорному морі почалися навчання «Сі Бриз-2014». Учасники маневрів у морі мають відпрацювати такі завдання, як навчання з контролю за цивільним судноплавством у визначених зонах, пошук і виявлення судна-порушника, проведення доглядових операцій, надання допомоги кораблю, що зазнав аварії та інші .
Деякі експерти вважають «Сі-Бриз» викликом намаганням Росії домінувати у Чорному морі.
Планується, що крім України і США у навчаннях «Сі-Бриз» братимуть участь Іспанія, Канада, Румунія і Туреччина.

## Навчання у Латвії
6 вересня НАТО розпочало навчання у Латвії з метою продемонструвати готовність альянсу захищати країни Прибалтики у випадку військової агресії з боку Російської Федерації. 5 вересня вночі близько півтисячі парашутистів висадилися в аеропорту Лієлварде, що розташований у 60 км від столиці Латвії. Окрім цього, на місце прибула сухопутна та повітряна техніка. Крім того 2000 солдатів з дев'яти країн-членів альянсу беруть участь у військових навчаннях, що проходять у п'яти країнах: Німеччині, Естонії, Латвії, Литві та Польщі у період з 2 по 8 вересня  [Архівовано 8 вересня 2014 у Wayback Machine.].

## «Стійкий джаз»
З 2 по 9 листопада у Польщі та Латвії планується проведення військових навчань НАТО під назвою «Стійкий джаз» за участю близько 6000 військовослужбовців з 20 країн — членів НАТО. Військові фахівці стверджують, що це будуть найбільші з 2006 року військові маневри. «Стійкий джаз» призначені для перевірки сил швидкого реагування НАТО у складі повітряних, наземних, морських сил і спецназу. Будуть проведені стрільби і тренування поетапного відбиття кібератаки, сказав французький генерал-майор Мішель Яковлефф, заступник начальника штабу НАТО  [Архівовано 13 вересня 2014 у Wayback Machine.].

## «Ample Strike»
У Чехії з 3 по 15 вересня відбудуться масові навчання військово-повітряних сил НАТО, в яких візьмуть участь 11 країн. В навчаннях будуть задіяні 1100 чеських і 300 іноземних військових, 30 літаків і вертольотів та 50 одиниць наземної техніки. Участь у навчаннях, як зазначається, візьмуть Бельгія, Данія, Естонія, Литва, Латвія, Угорщина, Німеччина, Голландія, Словаччина, США і Велика Британія  [Архівовано 22 серпня 2014 у Wayback Machine.].

## Велика Британія
2 вересня заступник міністра оборони Великої Британії Джуліан Брейзер заявив, що незважаючи на те, що Україна не є членом НАТО, альянс повинен послати чіткий сигнал російському президентові Володимиру Путіну.

## Реакція Росії
Російський військовий експерт генерал — полковник Леонід Івашов вважає, що після проведення навчань «Швидкий тризуб» війська НАТО залишаться в Україні. Він сказав, що тренування НАТО на території України проводяться з метою тиснути на Росію. Крім того він заявив, що проводження навчань на території України, яка не є членом НАТО є порушенням  [Архівовано 4 вересня 2014 у Wayback Machine.].
У відповідь на «Швидкий тризуб» у вересні Росія проведе масштабні військові навчання в яких візьмуть участь війська стратегічного призначення. У Міністерстві оборони Росії заявили, що в навчаннях братимуть участь понад чотирьох тисяч військовослужбовців, 400 одиниць техніки із залученням авіації .

## США
3 вересня Президент США Б. Обама порівняв російську агресію з нацизмом і заявив, що тепер Україна потребує більше, ніж просто слова. Обама заявив, що НАТО має надати Україні допомоги в модернізації та зміцненні своїх сил безпеки  [Архівовано 4 вересня 2014 у Wayback Machine.].
До того на території України проходило навчання «Швидкий тризуб 2013» з 8 по 19 липня. В тих навчаннях брали участь 17 країн.

## Провокації
9 вересня Міністерство оборони Канади звинуватила Росію у провокаціях під час навчань НАТО в Чорному морі. В заяві зазначається, що російські літаки здійснили обліт канадського військового корабля Toronto під час навчань Sea Breeze-2014. У заяві також йшлося, що військові навчання НАТО у Чорному морі є заходами безпеки та спричинені вторгненням Росії до України  [Архівовано 15 вересня 2014 у Wayback Machine.].
12 вересня США та Канада скасовують спільні з Росією військові навчання на Алясці про це повідомив американській газеті Fairbanks Daily News-Miner представник Об'єднаного командування аерокосмічної оборони Північної Америки (NORAD) Чарльз Марш  [Архівовано 14 вересня 2014 у Wayback Machine.].